# Павич (сузір'я)

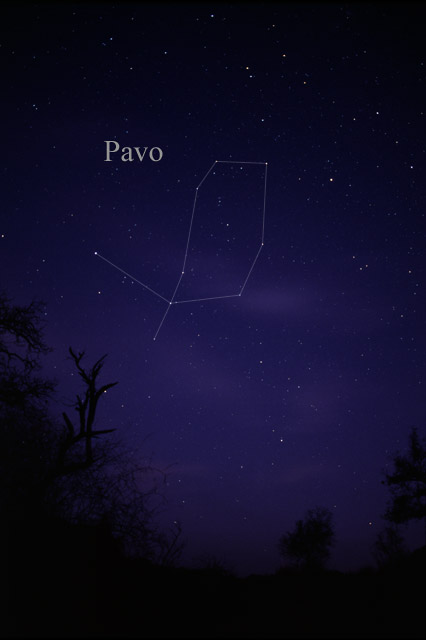
Павич неозброєним оком.

Пави́ч (лат. Pavo) — сузір'я південної півкулі неба. Містить 79 зір, видимих неозброєним оком.

## Історія
Запропоноване Петером Планціусом у 1597 році на основі спостережень Пітера Дірксзоона Кейсера і Фредеріка де Гоутмана. Вперше з'явилося в Уранометрії Йоганна Байєра у 1603 році.

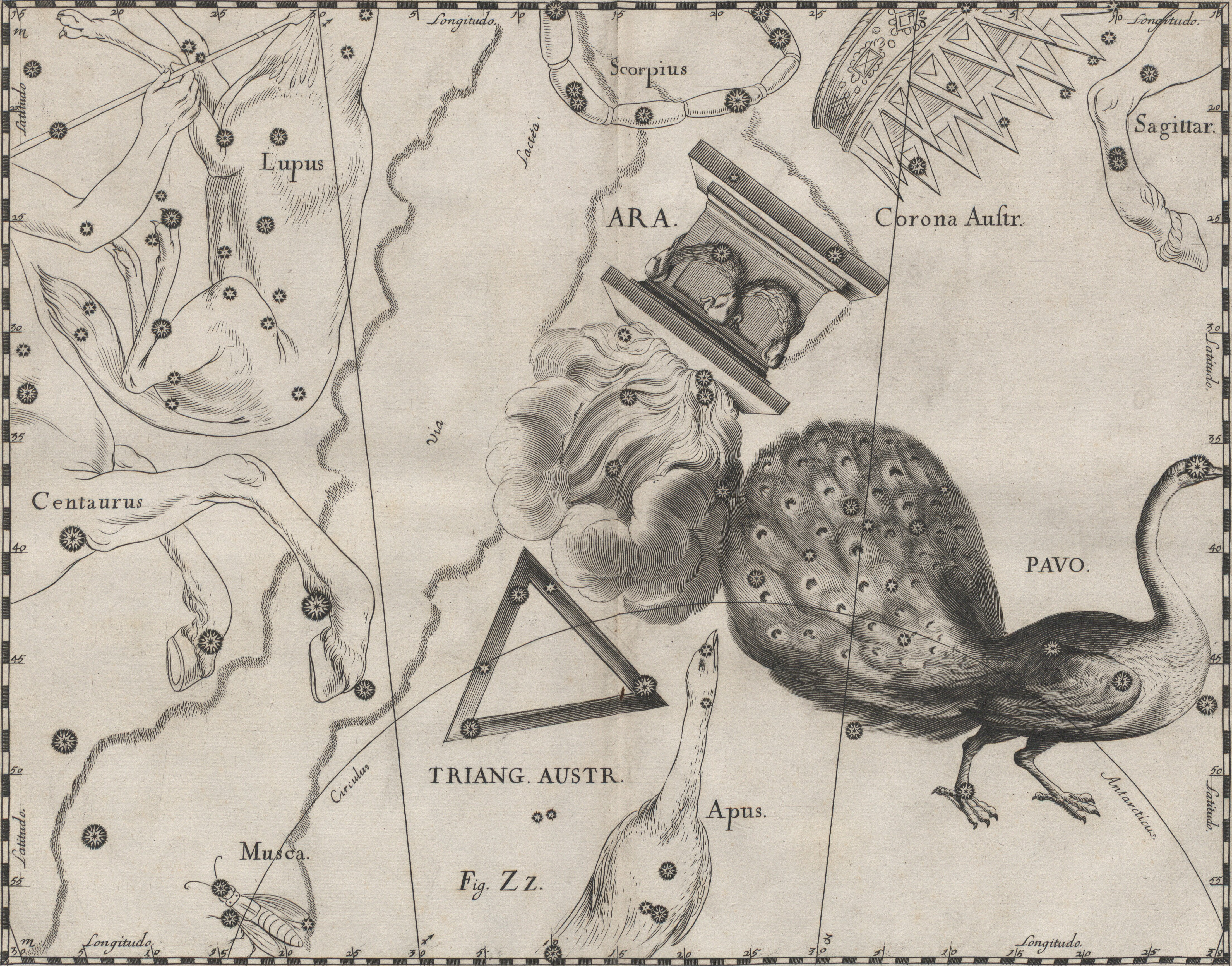
Зображення сузір'я Павича із зоряного каталогу Яна Гевелія Уранографія, 1690 рік.

В 1836 році, астроном Джон Гершель вперше відкрив в сузір'ї Павича лінзоподібну галактику, яка отримала назву NGC 6684. На новому зображенні, отриманого в 2023 році з космічного телескопу Габбл можливо побачити, який вигляд має ця лінзоподібна галактика, що знаходиться на відстані приблизно 44 млн світлових років від Землі.
В Австралії частину сузір'я іноді називають Каструлею (англ. the Saucepan). Його використовують для визначення напрямку на південь за зорями.

## Окремі зорі
- δ Павича — близька, подібна до Сонця зоря.
- φ² Павича — має непідтверджену екзопланету[джерело?].